# Louis d'Anjou-Commercy
 (février 2017).
Si vous disposez d'ouvrages ou d'articles de référence ou si vous connaissez des sites web de qualité traitant du thème abordé ici, merci de compléter l'article en donnant les références utiles à sa vérifiabilité et en les liant à la section « Notes et références ».
Louis d'Anjou (16 octobre 1427 ou 1428 à Bar-le-Duc - mars 1444), marquis de Pont-à-Mousson et seigneur de Commercy-Château-Bas, fils de René d'Anjou et d'Isabelle Ire de Lorraine.
Fait prisonnier par Philippe III, duc de Bourgogne, dit Philippe le Bon, son père René d'Anou n'est libéré qu'en échange de ses fils Jean et Louis.
Le cinquième marquis de Pont-à-Mousson meurt à 18 ans sans postérité, ses biens à Commercy reviennent donc à son père René d'Anjou, à qui il avait succédé.
Il est inhumé en l'église Saint-Martin de Pont-à-Mousson.